# 130320 Maherrassas
130320 Maherrassas è un asteroide della fascia principale. Scoperto nel 2000, presenta un'orbita caratterizzata da un semiasse maggiore pari a 3,1908409 UA e da un'eccentricità di 0,1283177, inclinata di 2,05458° rispetto all'eclittica.